# Melinda soror
Melinda soror är en tvåvingeart som först beskrevs av Jean-Baptiste Robineau-Desvoidy 1830.  Melinda soror ingår i släktet Melinda och familjen spyflugor.
Artens utbredningsområde är Frankrike. Inga underarter finns listade i Catalogue of Life.